# Julian Simon
Julian Lincoln Simon (12 de fevereiro de 1932 – 8 de fevereiro de 1998) foi um economista estadunidense.  Ele foi professor de economia e administração de empresas na Universidade de Illinois de 1963 a 1983, antes de se mudar para a Universidade de Maryland, onde lecionou pelo resto de sua carreira acadêmica. 
Simon escreveu muitos livros e artigos, principalmente sobre assuntos econômicos, de um ponto de vista otimista.  Ele é mais conhecido por seu trabalho sobre população, recursos naturais e imigração.   Simon é por vezes associado a visões cornucopianas e como crítico do malthusianismo.  Em vez de se concentrar na abundância da natureza, Simon se concentrou nos benefícios econômicos duradouros do crescimento populacional contínuo, mesmo apesar dos recursos físicos limitados ou finitos, principalmente pelo poder da engenhosidade humana para criar substitutos e pelo progresso tecnológico.
Ele também é conhecido pela famosa aposta Simon-Ehrlich, uma aposta que fez com o ecologista Paul R. Ehrlich.   Ehrlich apostou que os preços de cinco metais aumentariam ao longo de uma década, enquanto Simon assumiu a posição oposta. Simon ganhou a aposta, pois os preços dos metais caíram drasticamente durante aquela década.  

## Carreira
De 1961 a 1963, Simon operou a Julian Simon Associates, uma agência de vendas por correspondência e publicidade.  Ele se mudou para Nova York com sua esposa, Rita James, para começar um negócio. No entanto, ele reclamou de seus encontros com restrições regulatórias, que ele chamou de "tirania da burocracia".  Simon decidiu escrever um livro sobre mala direta e buscou uma posição acadêmica. Durante um período de rápida expansão entre as universidades, ele obteve uma posição como professor de publicidade na Universidade de Illinois Urbana-Champaign.  O tempo em que ele possuía um negócio próprio teria um efeito em suas perspectivas econômicas. 
Ensaios dos economistas Simon Kuznets e Richard Easterlin em 1967 influenciaram muito Simon, que começou a ficar cada vez mais cético sobre as implicações do crescimento populacional enquanto pesquisava as taxas de fertilidade. Kuznets e Easterlin argumentaram que os dados históricos demonstraram que o crescimento populacional não teve efeito negativo no crescimento econômico; Simon creditou suas descobertas como motivadoras de sua visão cética. Ele também foi influenciado pela economista dinamarquesa Ester Boserup, que descobriu que, ao contrário de Thomas Malthus, uma população crescente determinava as práticas agrícolas mais eficientes.  

## Teoria
O livro de Simon de 1981, The Ultimate Resource, é uma crítica ao que era então a sabedoria convencional sobre escassez de recursos, publicado dentro do contexto cultural criado pelo livro best-seller e altamente influente The Population Bomb em 1968, de Paul R. Ehrlich, e pela análise The Limits to Growth publicada em 1972. O Ultimate Resource desafiou a sabedoria convencional sobre crescimento populacional, escassez de matéria-prima e consumo de recursos. Simon argumenta que nossas noções de crescente escassez de recursos ignoram os declínios de longo prazo nos preços das matérias-primas ajustados aos salários. Do ponto de vista econômico, ele argumenta que o aumento da riqueza e da tecnologia torna mais recursos disponíveis; embora os suprimentos possam ser limitados fisicamente, eles podem ser considerados economicamente indefinidos, pois os recursos antigos são reciclados e novas alternativas são supostamente desenvolvidas pelo mercado. Simon desafiou a noção de uma catástrofe malthusiana iminente — que um aumento populacional tem consequências econômicas negativas; que a população é um dreno de recursos naturais; e que corremos o risco de ficar sem recursos devido ao consumo excessivo. Simon argumenta que a população é a solução para a escassez de recursos e problemas ambientais, já que as pessoas e os mercados inovam. As suas ideias foram elogiadas pelos economistas laureados com o Prémio Nobel Friedrich Hayek  e Milton Friedman, este último num prefácio de 1998 para The Ultimate Resource II, mas também atraíram críticos como Paul R. Ehrlich, Albert Allen Bartlett e Herman Daly.